# Roald van Hout
Roald van Hout (Waddinxveen, 23 april 1988) is een Nederlands voormalig profvoetballer die als aanvaller speelde.

## Clubstatistieken
| Seizoen | Club            | Competitie     | Duels | Goals |
| ------- | --------------- | -------------- | ----- | ----- |
| 2008/09 | RKC Waalwijk    | Eerste divisie | 3     | 0     |
| 2009/10 | RKC Waalwijk    | Eerste divisie | 6     | 0     |
| 2010/11 | RKC Waalwijk    | Eerste divisie | 24    | 4     |
| 2011/12 | RKC Waalwijk    | Eredivisie     | 23    | 0     |
| 2012/13 | Sparta          | Eerste divisie | 17    | 4     |
| 2013/14 | Sparta          | Eerste divisie | 16    | 3     |
| 2014/15 | FC Eindhoven    | Eerste divisie | 28    | 5     |
| 2015/16 | FC Eindhoven    | Eerste divisie | 29    | 5     |
| 2016/17 | Fortuna Sittard | Eerste divisie | 27    | 7     |
| Totaal  |                 |                | 173   | 28    |